# اجوود، نورتامبرلند کانتی، پنسیلوانیا
اجوود (به انگلیسی: Edgewood) یک منطقهٔ مسکونی در ایالات متحده آمریکا است که در شهرستان نورث‌آمبرلند، پنسیلوانیا واقع شده‌است. اجوود ۱٫۳ کیلومتر مربع مساحت و ۲٬۶۱۹ نفر جمعیت دارد.